# کاترین وارن
کاترین وارن (انگلیسی: Catherine Warren؛ زاده ۱۲ فوریهٔ ۱۹۸۴) یک مانکن است. 